# 中華民族反英美協会

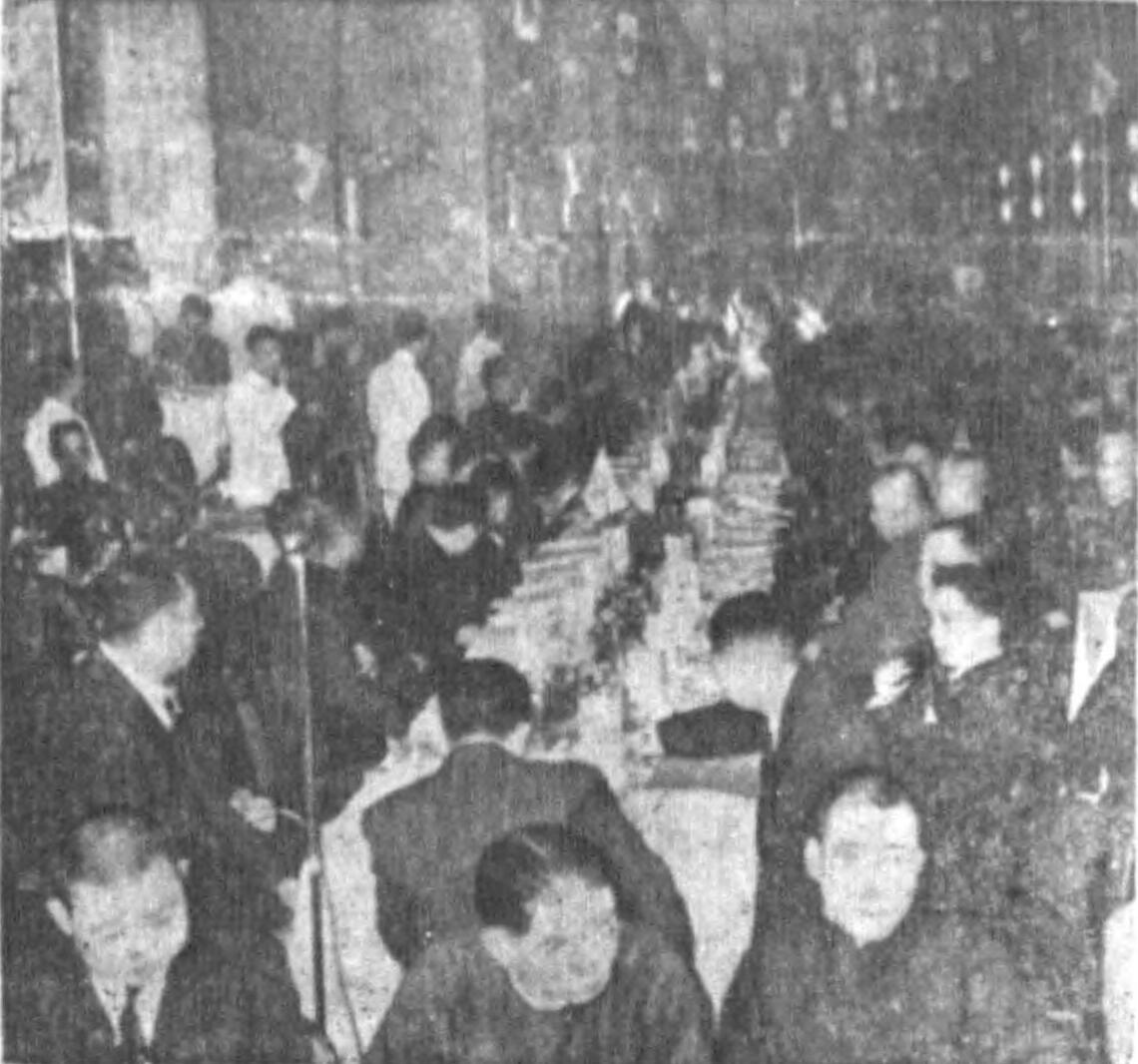
成立大会

中華民族反英美協会（ちゅうかみんぞくはんえいびきょうかい）は汪兆銘政権の組織であり、1942年2月24日に上海に発足した
。ハミルトン・ハウスに本部を構えた。
中華民族反英美協会は1942年4月に「民族復興叢書」を出版し、英米の中国に対する侵略活動を紹介した。1942年8月11日、中華民族反英美協会の幹部がインド反英独立大会を出席した。